# Notgölarna (Målilla socken, Småland, 636750-149746)
Notgölarna är en sjö i Hultsfreds kommun i Småland och ingår i Emåns huvudavrinningsområde.